# Valšov
Valšov är en ort i Tjeckien. Den ligger i den östra delen av landet, 220 km öster om huvudstaden Prag. Valšov ligger 524 meter över havet och antalet invånare är 263.
Terrängen runt Valšov är platt åt nordväst, men åt sydost är den kuperad. Valšov ligger nere i en dal. Runt Valšov är det ganska glesbefolkat, med 25 invånare per kvadratkilometer. Närmaste större samhälle är Bruntál, 6,4 km norr om Valšov. Omgivningarna runt Valšov är en mosaik av jordbruksmark och naturlig växtlighet.